# Pseudolabrus miles
Pseudolabrus miles is een straalvinnige vissensoort uit de familie van lipvissen (Labridae). De wetenschappelijke naam van de soort is voor het eerst geldig gepubliceerd in 1801 door Schneider & Forster.
De soort staat op de Rode Lijst van de IUCN als niet bedreigd, beoordelingsjaar 2008.